# 알레이강

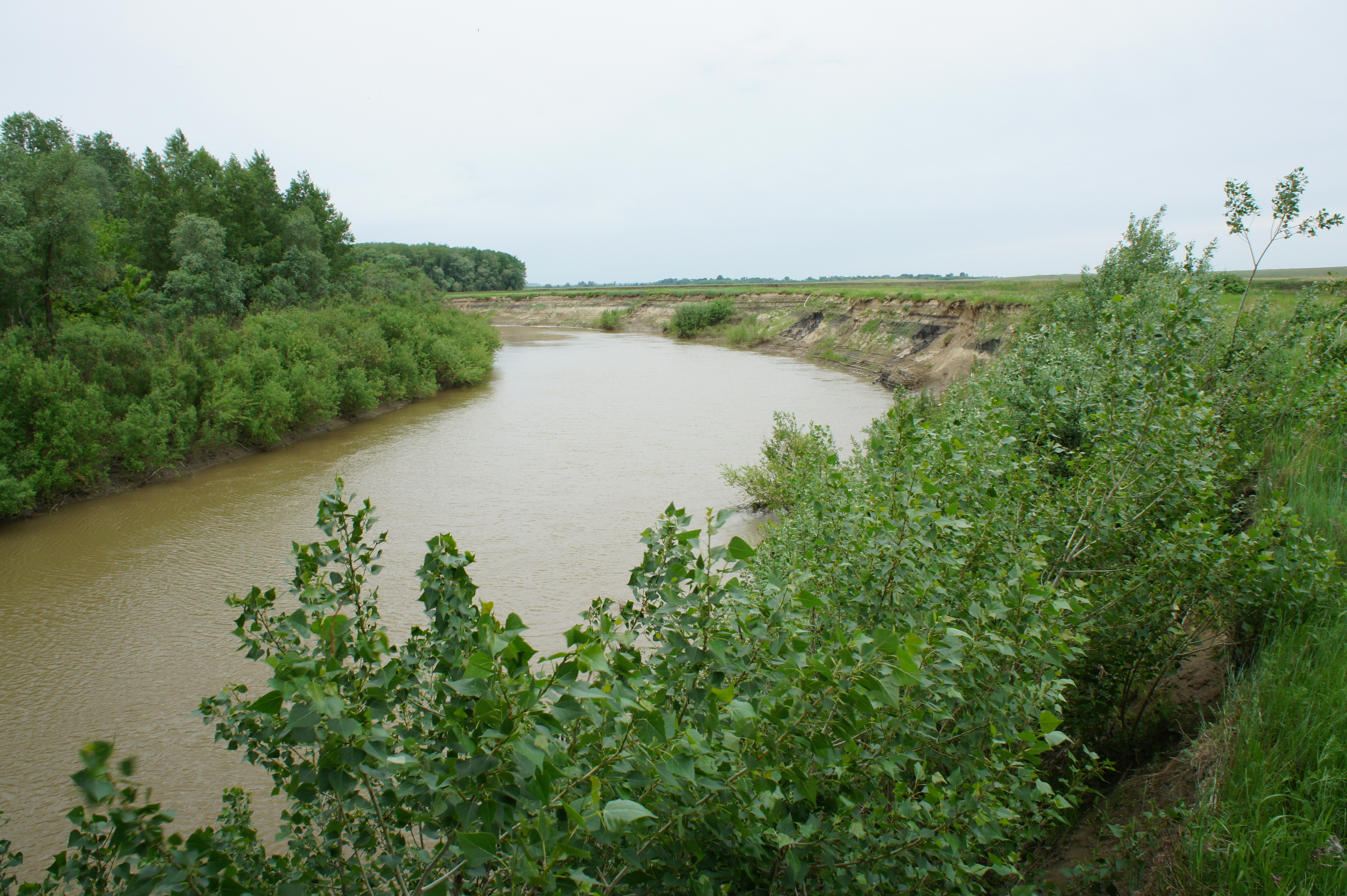

알레이강(러시아어: Алей)은 러시아에 위치한 강이다. 알타이 지방에 위치해 있고 오비강의 지류이다.